# Ab'Aigre
 (1er octobre 2015).
Ab'Aigre, de son vrai nom Pascal Habegger (22 septembre 1949, Genève) est un auteur suisse de bande dessinée. Le 20 octobre 2006 il met fin à Ab'Aigre. Biographie 
Après des études aux Arts Décoratifs de Genève, Pascal Habegger entame une carrière de graphiste indépendant. En 1974, il tente de créer une revue, Swing, mais celle-ci ne connaît qu'un numéro. Il débute dans le même temps dans la bande dessinée, publiant diverses histoires sous le nom d'Ab Aigre dans les périodiques suisses Rebrousse-Poil et Tout va bien hebdo. En 1980, il entame pour Glénat dans Circus la série La Route des goélands, scénarisée par son ami Sylli. Il publie ensuite divers ouvrages pour Glénat et dans les revues Okapi, Métal Hurlant et Zoulou. En 1987, une rétrospective de son œuvre est présentée aux Beaux-Arts de Genève et il reçoit le prix Boris Oumansky[réf. nécessaire]. En 1991, il réalise sous le pseudonyme d'Egger Nombre, avec Thierry Smolderen. À la fin des années 1990 il publie chez Paquet, Meyer, Drozophile, etc. Bien que son trait expressif « surprenne par sa puissance et sa spontanéité », Ab'Aigre reste un auteur peu publié.
Il a fallu attendre 2019 pour qu'il publie de nouveau.

## Œuvres publiées

### Dans des périodiques
- La Route des goélands, dans Circus, Glénat, 1981-1983.
- Diverses publications dans Circus, 1981-1984.
- Participation à (A SUIVRE), Casterman, 1989.

### Albums
- La Route des goélands (dessin), avec Sylli (scénario), Glénat, coll. « Circus » :
  1. La Vengeance du Tiki, 1981
  2. Atoll tabou, 1982
  3. Le Rêve de l'alligator, 1983
- Le Chaman (dessin), avec Frank Giroud (scénario), Ice crim's, coll. « Expresso », 1984.
- L'Enfer du décor, L'Essai, 1986.
- Nombre (dessin, sous le pseudonyme de Egger), avec Thierry Smolderen (scénario), Les Humanoïdes Associés :
  1. La Chanson de l'ogre, 1991
  2. La Maison de l'ogre, 1992
- Blues, Paquet, coll. « Carte de visite », 1997.
- « Je t'aime », dans Brel, Vents d'Ouest, coll. « Classiques », 1997.
- La Souris, Drozophile, 1998.
- La souris, jpedmeyer, 1998
- À PART ; jpedmeyer, 2019
- SHUT UP, jpedmeyer, 2019
- NOMBRE, T1-T2 - 104 pages Humanoides  Réédition intégrale, 2024

### Documentation
- Patrick Gaumer, « Ab'Aigre », dans le Larousse de la BD, Larousse, 2004, p. 1.
- abaigre.ch